# Гердеке
Гердеке (нім. Herdecke) — місто в Німеччині, розташоване в землі Північний Рейн-Вестфалія. Підпорядковується адміністративному округу Арнсберг. Входить до складу району Еннепе-Рур.
Площа — 22,4 км2. Населення становить 22 653 ос. (станом на 31 грудня 2020).